# Spiekerhof (Münster)

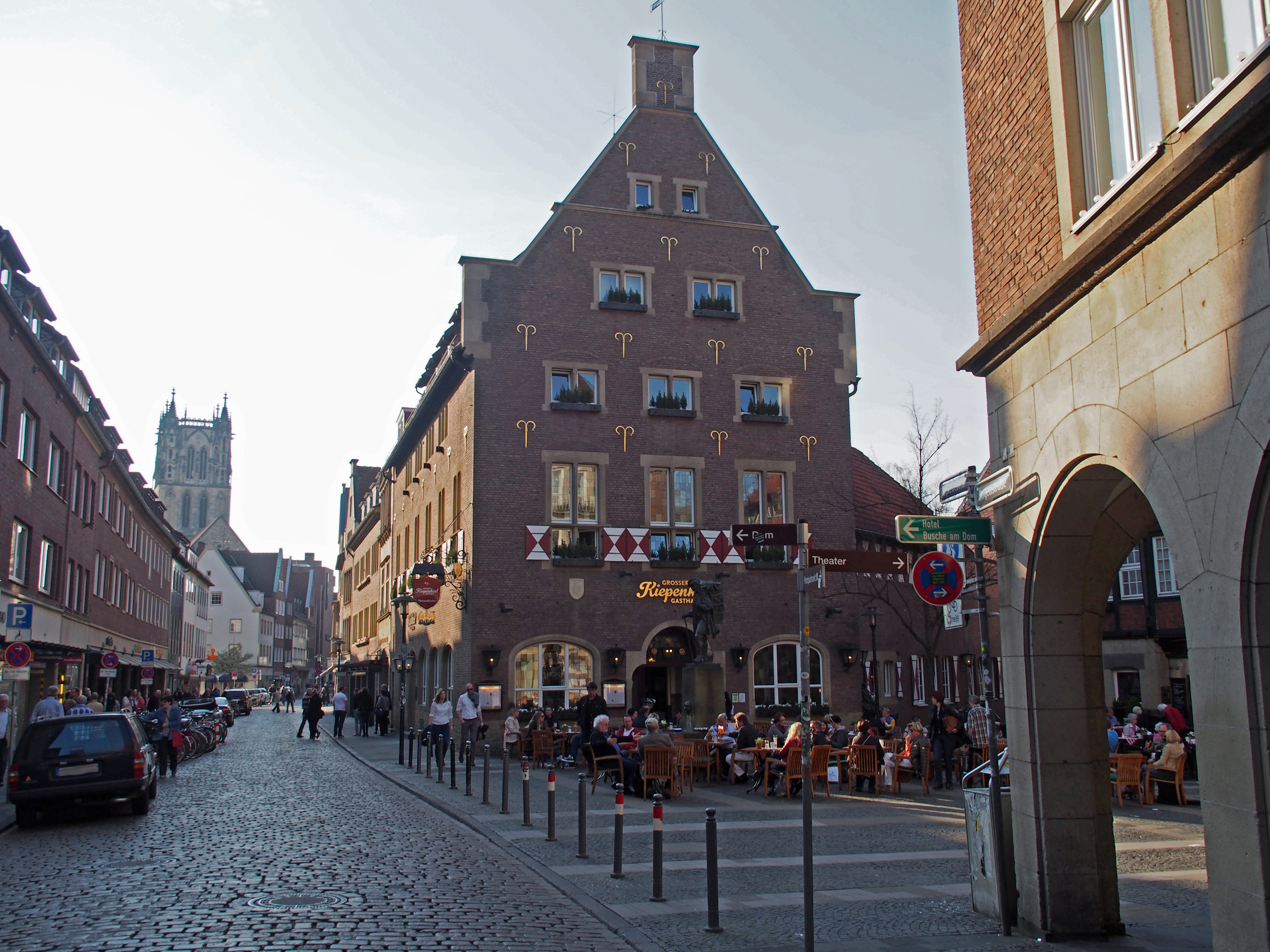
Verlauf der Straße Spiekerhof vom Platz mit dem Kiepenkerl aus; im Hintergrund die Überwasserkirche

Der Spiekerhof ist eine Geschäftsstraße in der Altstadt von Münster (Westfalen). Namensgebend war der Getreidespeicher (Spieker) des Domkapitels des St.-Paulus-Doms.

## Verlauf
Die heutige Straße Spiekerhof folgt dem Verlauf eines ehemals Friesische Straße genannten mittelalterlichen Handelsweges. Der namensgebende Kornspeicher, nordwestlich vom Horstebergtor der Domburg gelegen,  stand ungefähr an der Stelle des heutigen Kiepenkerldenkmals. Von dort verlief (bzw. verläuft) die Straße in westlicher Richtung über die Münstersche Aa. Sie geht auf Höhe der Überwasserkirche in die Rosenstraße über.

## Platz des ehemaligen Kornspeichers
Der ehemalige Kornspeicher bestand von der Mitte des 13. Jahrhunderts bis zu seinem Abriss im Jahre 1711. Angeschlossen waren eine Mühle und die Domherren-Bäckerei. Nach dem Abbruch hieß der entstandene Platz „Neuer Fischmarkt“, das auch noch im 19. Jahrhundert.
Es münden heute fünf Straßen bzw. Gassen in den Platz. Auf ihm ist vor allem die Außengastronomie zweier Restaurants zu finden.
Auf dem Platz ereignete sich die Amokfahrt in Münster vom 7. April 2018.

## Eindrücke

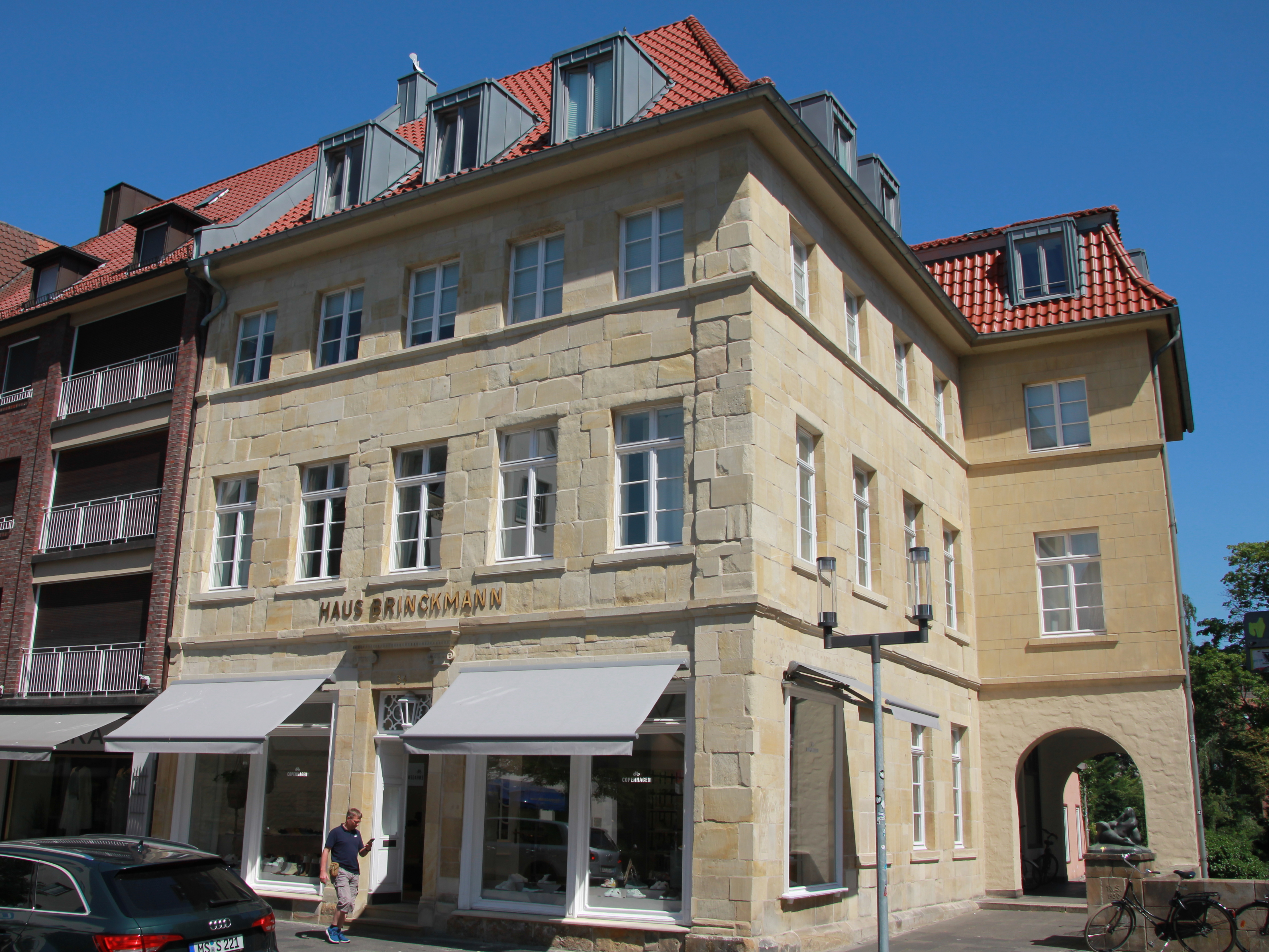
Geschäftshaus Spiekerhof 34
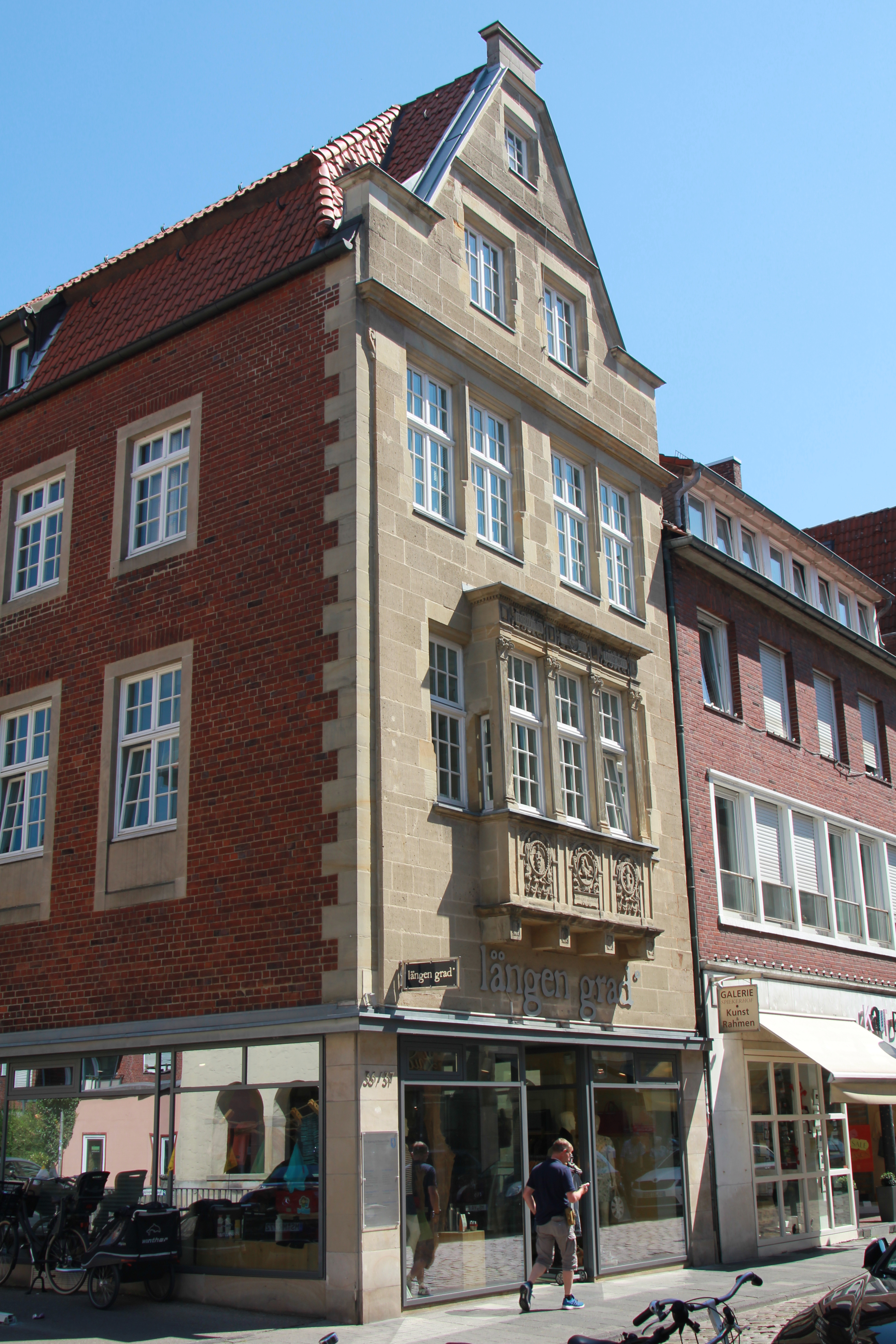
Geschäftshaus Spiekerhof 37
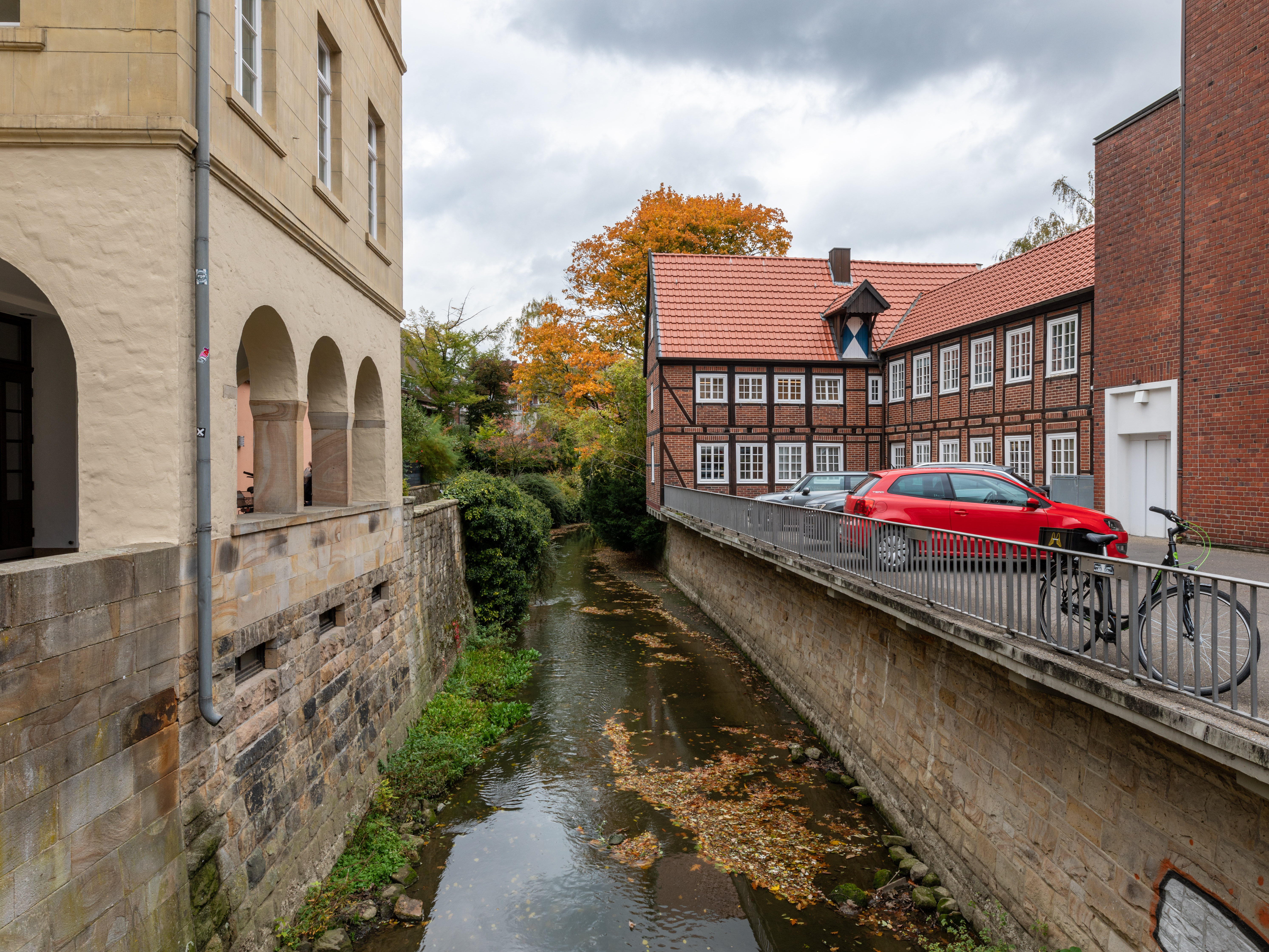
Die Aa an der Spiekerhofbrücke